# Traite négrière à La Rochelle

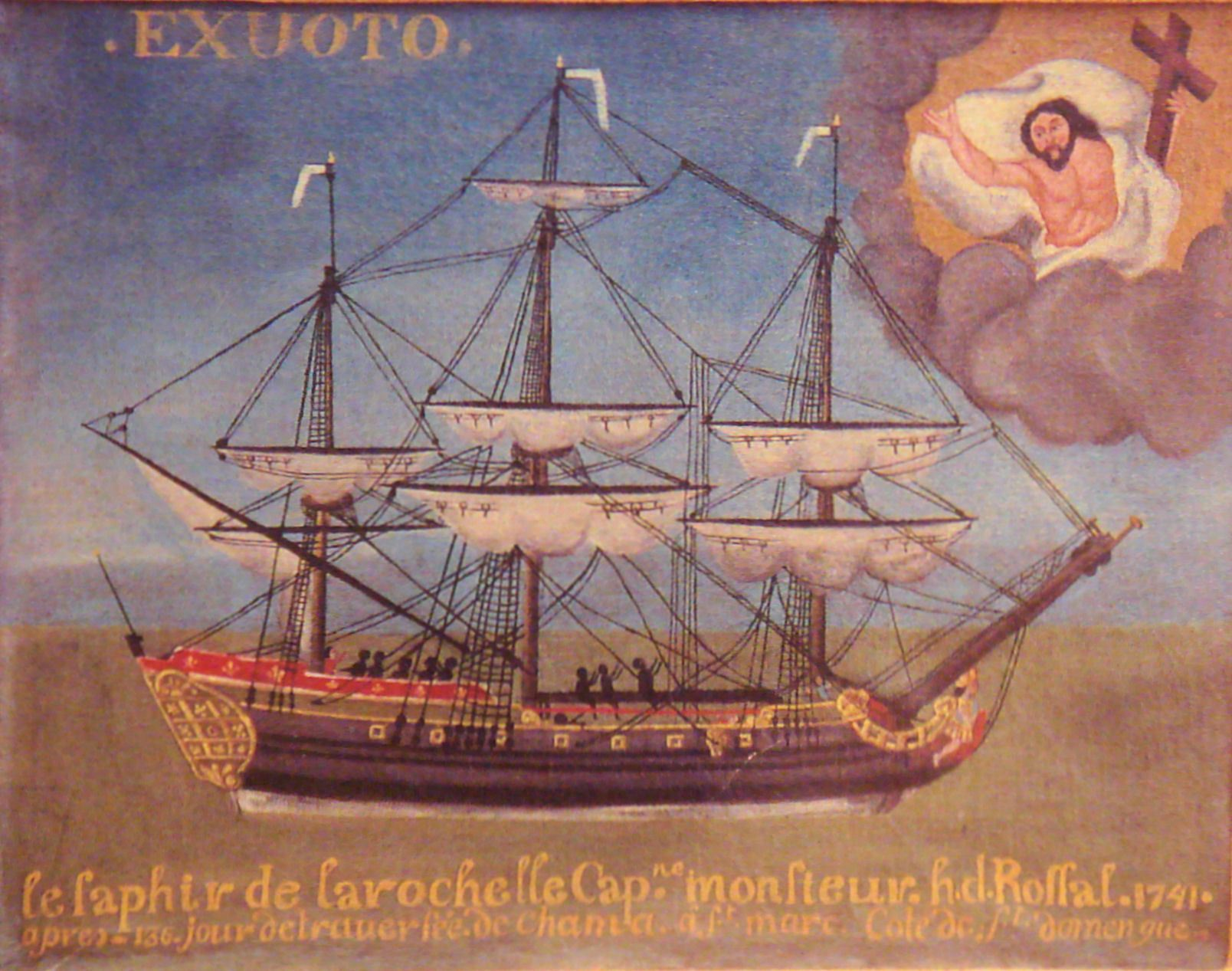
Ex-voto du navire négrier Le Saphir de la Rochelle, où figurent des captifs sur le pont (« après 136 jours de traversée »), 1741, huile sur toile conservée à la Cathédrale de La Rochelle.

La traite négrière à La Rochelle s'inscrit dans l'histoire du commerce triangulaire colonial , qui consistait pour les Européens à récupérer des captifs sur les côtes africaines, pour doter en main-d’œuvre leurs colonies américaines. Pour La Rochelle, ce commerce s'étire de 1594 à 1787, et est à l'origine de la déportation de 160 000 Africains noirs en 447 expéditions, faisant de la ville le deuxième port négrier français derrière Nantes.

## Contexte

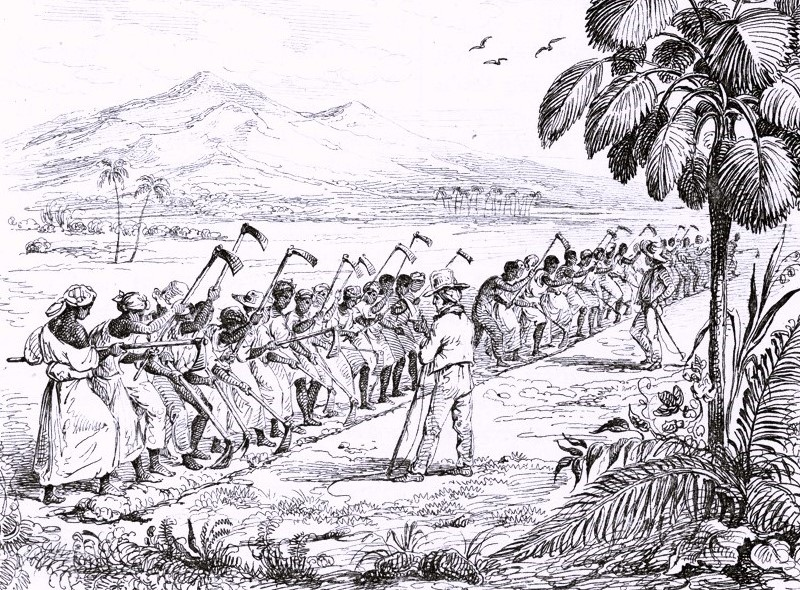
Esclaves au travail à la Martinique.

Si l’esclavage a touché presque toutes les sociétés depuis le néolithique, celui des Africains par les Européens, associé au développement naissant du capitalisme, connaîtra une importante massification et aura d’importantes conséquences démographique. S’étalant sur près de quatre siècles, il fut particulièrement intense pendant les XVIIIe et Xixe siècle, et a entrainé la déportation de plus de 12 millions d’individus, de l'Afrique vers les colonies européennes d'Amérique.
Tous les grands ports européens ont plus ou moins pratiqué la traite négrière. Les ports anglais sont en première ligne : Liverpool organise 4 894 expéditions et Londres 2 704. La ville de Nantes organise 1 744 voyages soit 41,3 % du total français. Suivent trois villes d'égal trafic : Bordeaux (11,4 %), La Rochelle et Le Havre qui totalisent à elles trois 33,5 % des expéditions négrières. Saint-Malo, Lorient, Honfleur, Marseille, Dunkerque et plus marginalement Sète, Brest, Saint-Brieuc, Rouen, Cherbourg, Vannes, Bayonne, Rochefort et Marans ferment la marche.
À La Rochelle, la traite négrière est un commerce très important. Son port est un acteur majeur du trafic ; il est le premier port négrier de France tout au long du XVIIe siècle, puis au XVIIIe siècle, le second port négrier après le port de Nantes.
Sémantique
Initialement, le terme de « traite » ne concerne que le moment d’échange de marchandises contre des esclaves sur les côtes africaines. Le phénomène dans son ensemble comprend également les conditions de la traversée (le « passage du milieu »), et la vente des esclaves aux colonies.

## Histoire

### Chronologie
- Entre 1594 et 1595 : la première mention d’une expédition négrière au départ de La Rochelle : le négrier l’Espérance transporte sa cargaison de captifs dans la colonie portugaise du Brésil[4].

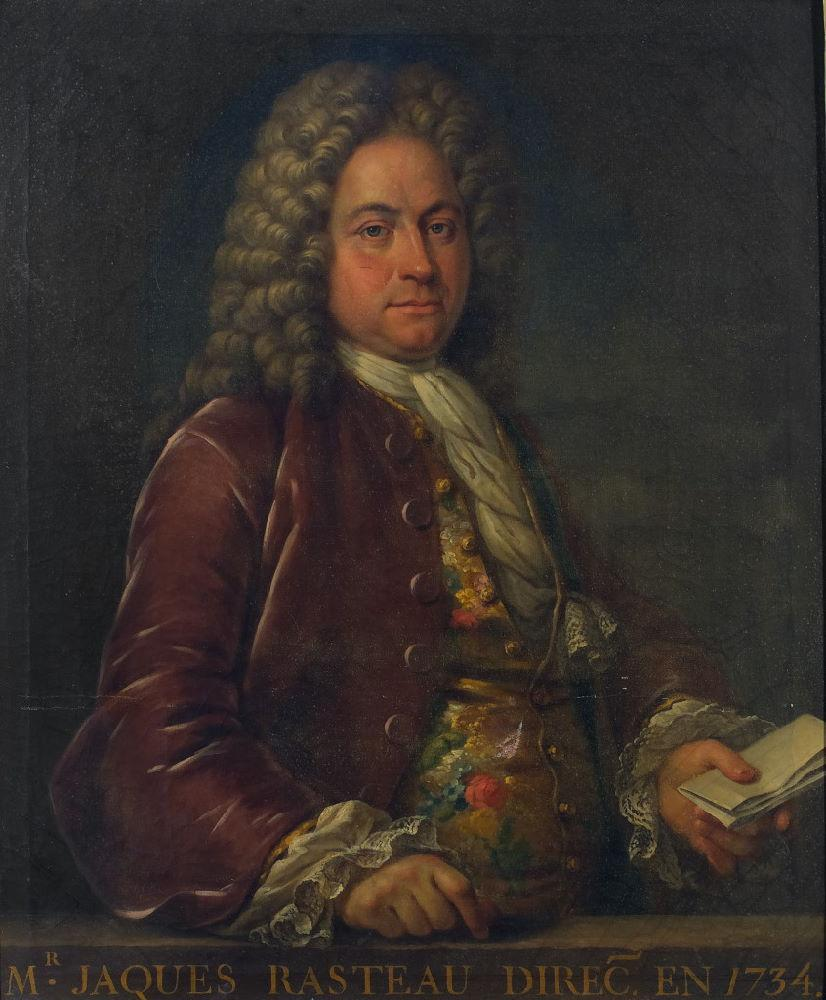
Portrait de Jacques Rasteau.

- Entre 1643 et 1692 : 45 expéditions partent de La Rochelle[5]. Les négociants paient un droit à trafiquer auprès des compagnies privilégiées par le roi.
- Entre 1710 et 1730 : Jacques Rasteau et ses fils sont les principaux armateurs de La Rochelle ; 26 expéditions partent depuis la ville.
- Entre 1730 et 1750 : la traite négrière vit son temps fort avec 154 expéditions au départ de la ville.
- En 1763 : le traité de Paris sanctionne de la perte du Canada français, élément important du commerce maritime rochelais. Plusieurs armateurs rochelais se déclarent en faillite mais de nouveaux acteurs apparaissent.
- En 1766 : 12 raffineries de sucre fonctionnent à La Rochelle.
- En 1770 : les armateurs rochelais sont exemptés du paiement du droit de 20 livres tournois par captifs.
- Entre 1778 et 1781: pendant la guerre d’Amérique, le trafic négrier rochelais est à nouveau interrompu.
- En 1790 : à la Rochelle, la Société des colons franco-américains se crée pour défendre les intérêts des négociants et le maintien de l’esclavage.
- Le 26 avril 1792 : le Saint Jacques est le dernier navire négrier partant de La Rochelle ; des négociants rochelais connaissent le début de la faillite.
- Entre 1710 et 1792 : au total, 427 expéditions négrières sont parties de La Rochelle[5].

### Des débuts précoces
Contrairement aux autres ports français qui se lanceront dans la traite au XVIIIe siècle, La Rochelle commence modestement mais précocement, dès la fin du XVIe siècle. Ainsi, en 1594, Le navire négrier L’Espérance part de La Rochelle en direction de la colonie portugaise du Brésil, chercher des esclaves.
Au XVIIe siècle, les expéditions se font plus intenses et régulières car La Rochelle devient le port d'attache des compagnies du Sénégal et de Guinée. On compte ainsi 45 expéditions au départ de La Rochelle entre 1643 et 1692.

### L’âge d’or duXVIIIesiècle
Au XVIIIe siècle, la traite négrière génère une intense activité à La Rochelle. Des ouvriers travaillent sur le port (chargement et déchargement de marchandises), les cabaretiers et logeurs font le plein, les fournisseurs ravitaillent les navires exportant ces « bois d'ébène » (les Noirs) d’Afrique. L’administration encadrant ce commerce est très étendue : notaires, greffiers de l’Amirauté, commissaire du roi, employés de la Chambre de commerce… Par ailleurs, les chantiers navals, raffineries de sucre et autres ateliers de transformation des produits coloniaux, participent à l'activité et à la prospérité de la ville, en lien grâce à la traite.

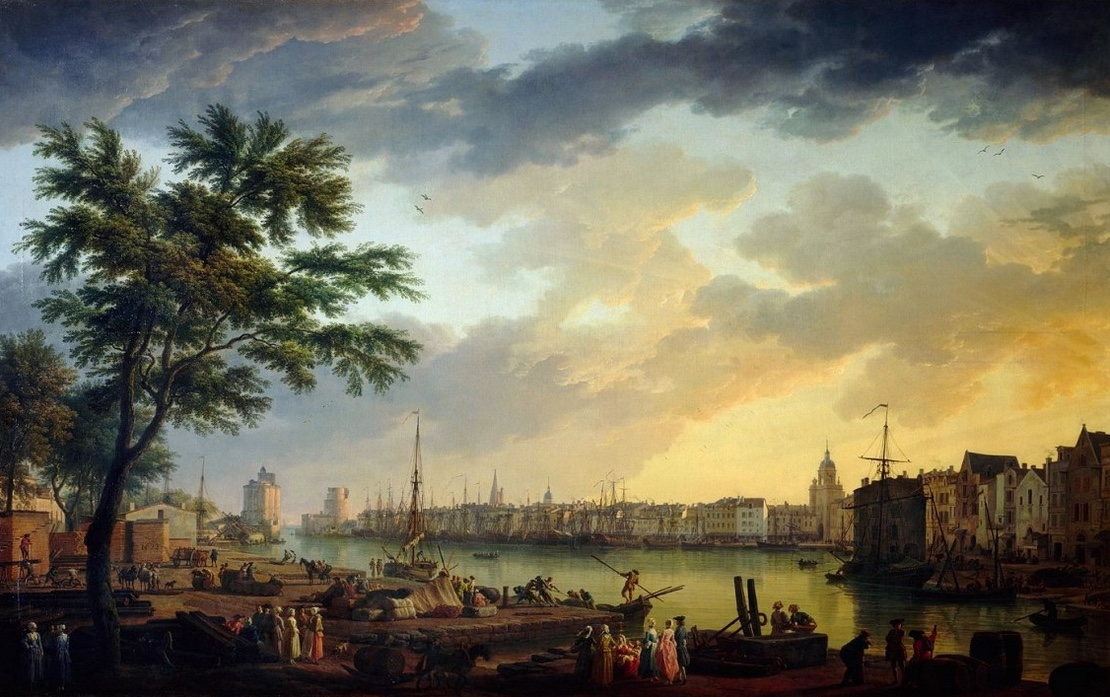
Vue du Port de La Rochelle, prise de la petite Rive, par Joseph Vernet (1762).

Toutes périodes confondues, l'activité négrière à La Rochelle est la plus importante au XVIIIe siècle : entre 1717 et 1783, 427 voyages de traite partent de La Rochelle, ce qui représente 12,65 % du trafic national (Nantes : 42,68 %), et fait de La Rochelle le deuxième port négrier français derrière Nantes, au siècle des Lumières (mais sur la période allant du XVIIe siècle au XIXe siècle, celui de Bordeaux le dépasse). Au XVIIIe siècle, les navires négriers rochelais ont ainsi chargé environ 130 000 esclaves à destination des colonies de l’Amérique et principalement de Saint-Domingue et 70 armateurs rochelais se sont imposés comme des figures notables de cette traite négrière, comme Pierre-Gabriel Admyrault ou Jacques Rasteau (1680-1756), directeur de la Chambre de commerce de 1734 à 1738. En tout et pour tout, la traite transatlantique représentait à cette époque 80 % de toute l’activité commerciale de la ville.

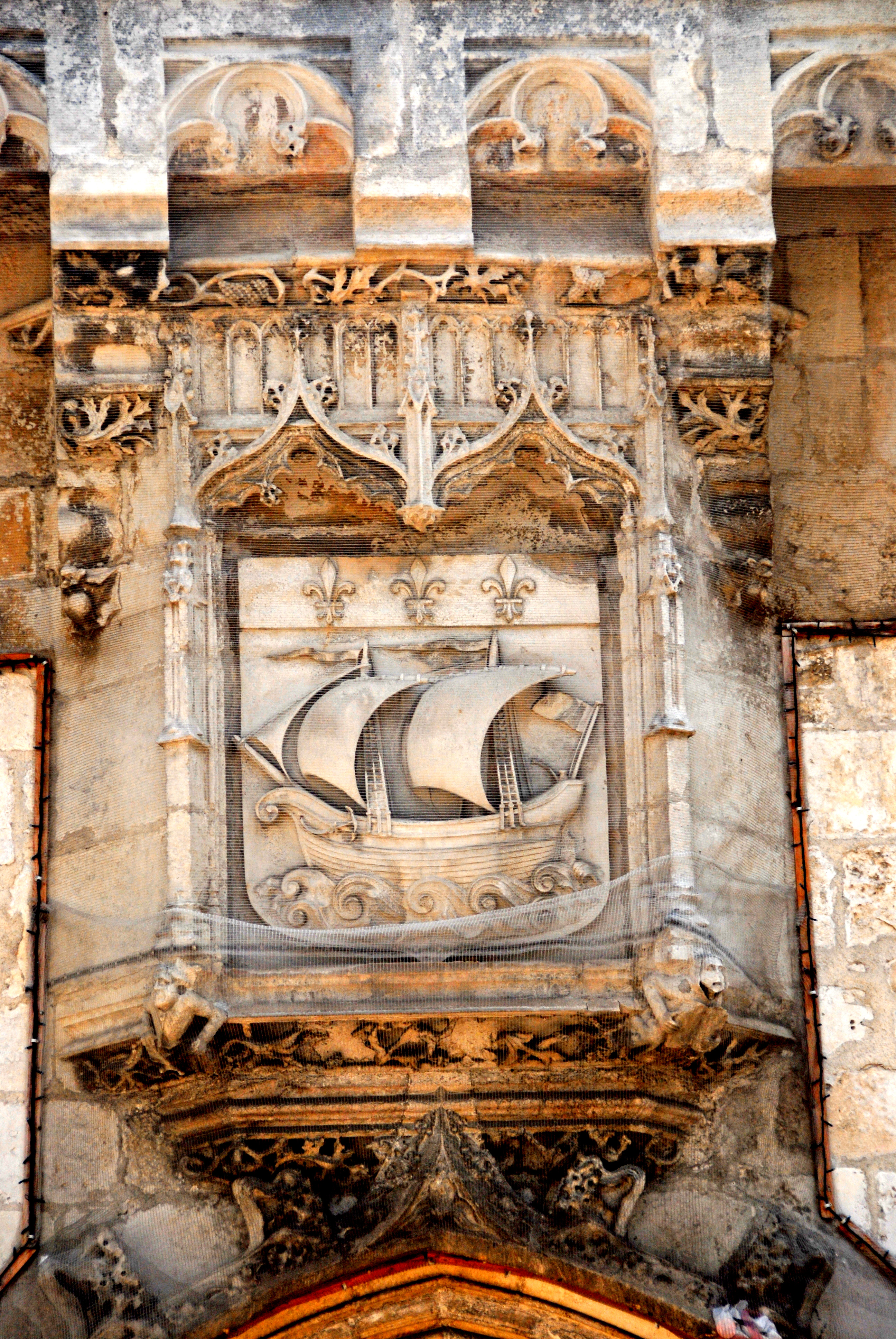
Blason de la ville sur le portail de l'Hôtel de ville.

Ainsi, la traite négrière à La Rochelle marque l'Ouest de la France et participe au développement du pays tout entier. Cependant, ce développement dépend de cette traite extérieure avec l’Afrique et l’Amérique. Quotidiennement, des navires négriers partent de La Rochelle et effectuent le commerce triangulaire (appelé « commerce circuiteux » au XVIIIe siècle), chargés de produits manufacturés (textiles, eau-de-vie, armes, métaux, tabac, cauris, etc.) en direction de l'Afrique, qu'ils échangent contre des esclaves puis repartent vers les Amériques où ils font le même commerce inverse (des esclaves contre des produits coloniaux) pour ensuite rentrer au port. Ces expéditions s'étendent sur plusieurs mois et quelquefois des années. En 1786, douze navires de traite rochelais sont armés pour la Guinée.
À titre d'exemple, la cargaison de traite (regroupant l'ensemble des marchandises devant servir à acheter les futurs esclaves), embarquée par le Roy Dahomet, négrier de La Rochelle en 1772, est assez représentative de celles de France à cette époque. Elle est constituée de 230 tonneaux composés de bouges, de barres de fer, de pipes et de couteaux, d'alcool, de poudre et armes à feu, de parures, de chapeaux et d'étoffes et habits, le tout pour une valeur de 145 067 livres tournois, 8 sols et 3 deniers, au départ de l'expédition. En cours de route, on y ajoutera du tabac. La pacotille des officiers, composée de parures de corail et d'étoffes, se monte à 6 760 Lt et 3 sols.

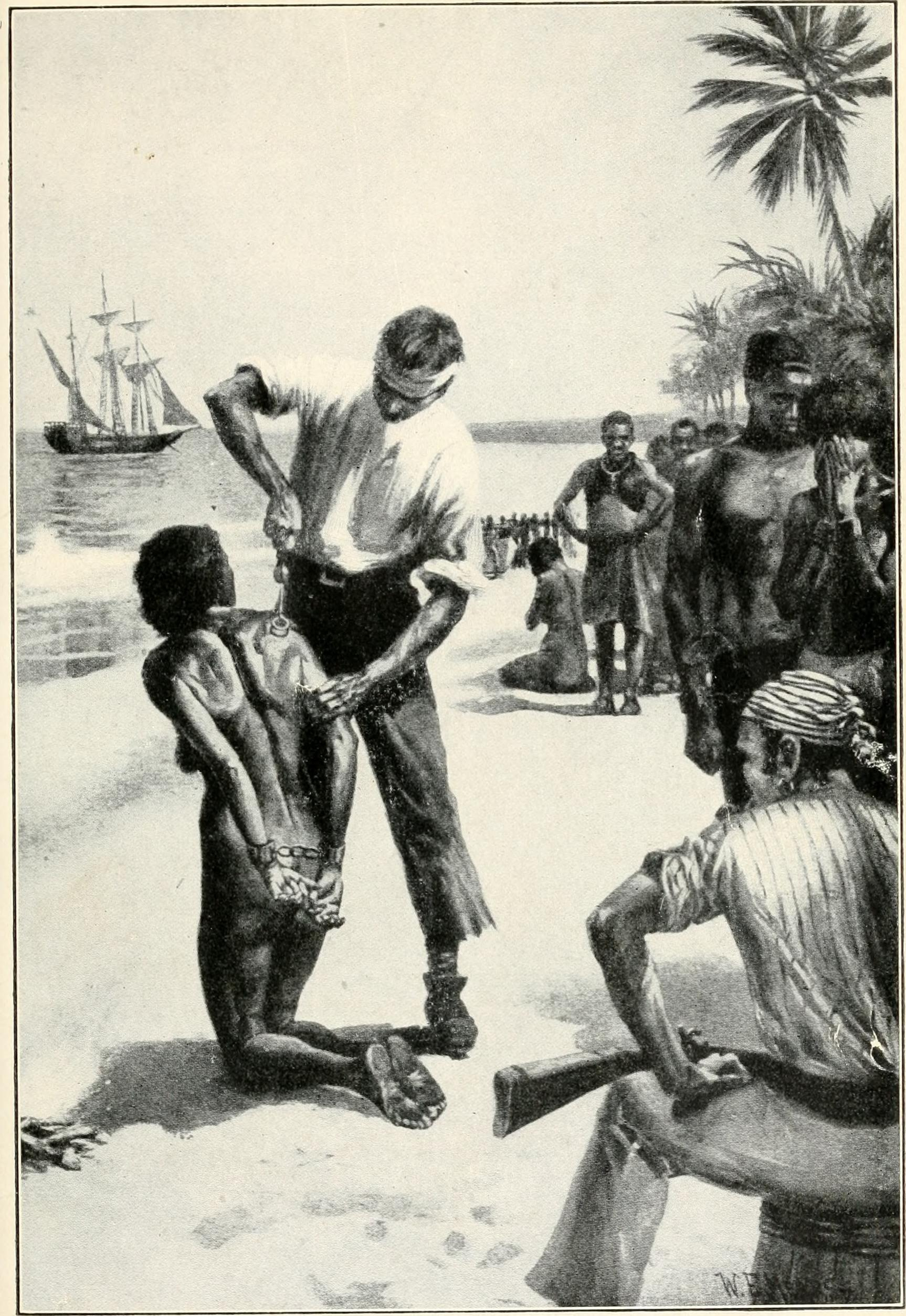
Marquage au fer d'une esclave destinée à la traite.

Les navires rochelais sillonnent le littoral africain et se pourvoient en captifs principalement sur la Côte des Esclaves, même si dans les pièces relatives aux expéditions rochelaises, c’est la Côte de l’Or qui y figure, première étape du cabotage. Sur ces territoires, des guerres intestines entre les multiples royaumes, vassaux ou ethnies (du Dahomey, Ouidah, Ardres...) se multiplient au XVIIIe siècle, favorisant la prise de captifs et leur réduction à l'esclavage. Le commerce des esclaves relevant en quasi-totalité du bon vouloir des rois et chefs locaux (« négociants avisés ») qui ne peuvent ou ne veulent fournir des captifs à partir du propre effectif démographique, ils lancent de fréquentes razzias dans les royaumes limitrophes, précipitant ainsi une montée de violence propices à leurs affaires.
Le port de Ouidah est entièrement contrôlée par le yogovan, équivalent d’un vice-roi, auquel « les capitaines négriers doivent apporter les coutumes, condition sine qua non au commerce local. En 1773-1774, le capitaine rochelais Joseph Crassous de Médeuil livre un témoignage du déroulement et de l’importance de ces offrandes ». Le commerce lui-même s’opère sur la côte où des entremetteurs vendent les captifs, et des intermédiaires côtiers sont « chargés de ne pas laisser les Blancs aller plus en avant dans les terres ».
Sur les côtes de l'Afrique de l'Ouest, les négociants français sont en concurrence avec les Anglais et les Portugais. Pour garder l’opportunité de commercer avec cette région instable mais riche en captifs, il est sérieusement question d'y construire un nouveau fort pour la sécurité des négriers et à la pérennité de la traite (idée qui sera abandonnée). Des assauts des Dahoméens  donnant lieu à des pillages de marchandises, des incendies de baraques et des kidnappings de Blancs et de captifs noirs (dont certains sont tués) se multipliant en 1787 ou ceux du roi d'Onis l'année suivante, « la traite rochelaise s’arrête de manière quasi-totale sur la Côte des Esclaves » pour privilégier pour encore quelque temps d'autres sites comme celui de la côte angolaise.
La Chambre de commerce a produit un nombre considérables de documents dont des tableaux statistiques aidant aujourd’hui à comprendre l’ampleur du trafic et l’importance de La Rochelle dans la traite négrière à l'échelle nationale.

### Abolition de l'esclavage et fin de la traite rochelaise

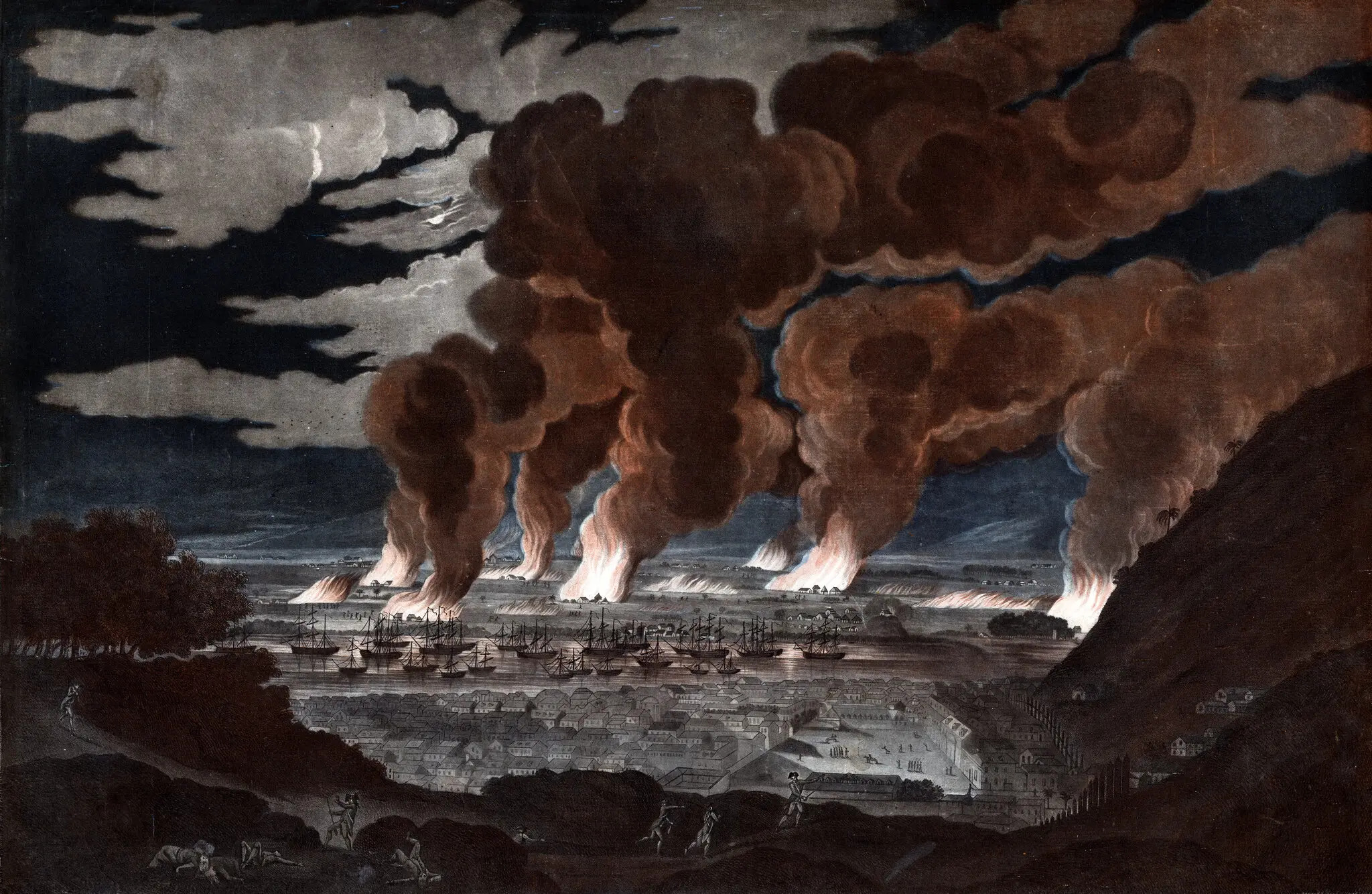
Vue des habitations de Cap-Français, incendiées par les esclaves révoltés en août 1791.

La révolte des esclaves de Saint-Domingue d'août 1791 met un terme à la traite négrière du port de La Rochelle. Le commerce étant ciblé sur cette colonie, la rébellion menée par Toussaint Louverture met un terme à l’exploitation des plantations, du fait de leur destruction. La Rochelle se voit alors obligée d’arrêter la majorité de ses expéditions en lien avec la traite négrière, les créances ne rentrant plus.
Cette révolution haïtienne aboutit à la première abolition de l'esclavage dans les colonies, votée par la Convention montagnarde le 4 février 1794.

### Statistiques
L'historien Henri Robert recense 427 expéditions de traite parties de La Rochelle entre 1710 et 1792.

La base de données Trans-Atlantic Slave Trade Database dénombre 483 expéditions de traite négrière parties de La Rochelle entre 1643 et 1831, pour un total estimé de 165 368 captifs, dont 136 338 parviennent à destination.

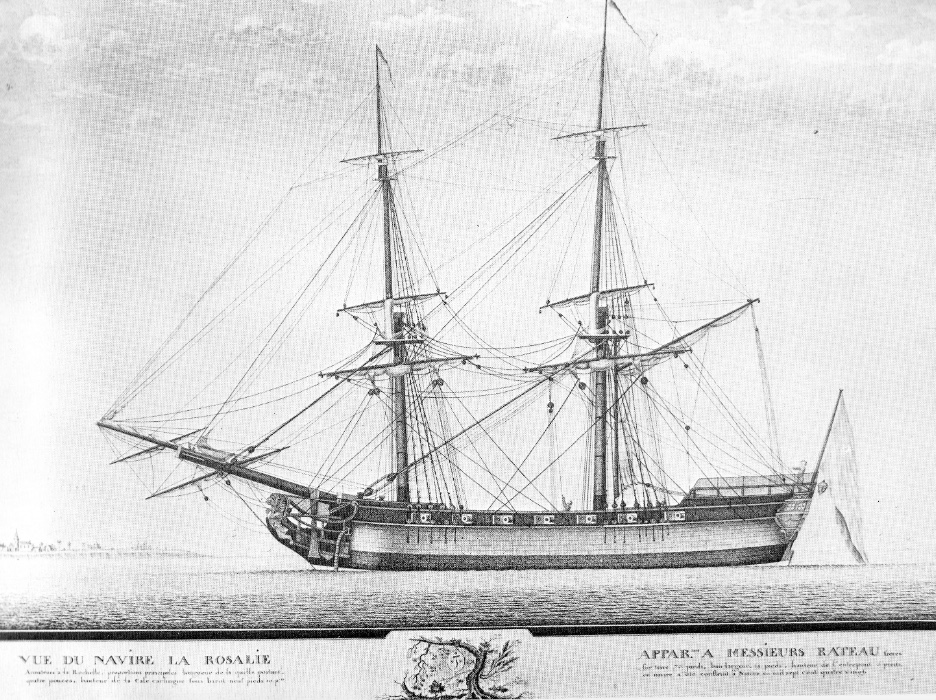
Le navire négrier La Rosalie, construit à Nantes et armé par la maison Rasteau. En 1783, il entasse 573 captifs dans ses cales, soit 2 esclaves par tonneau, alors que la moyenne est de 1,4[17],[18].
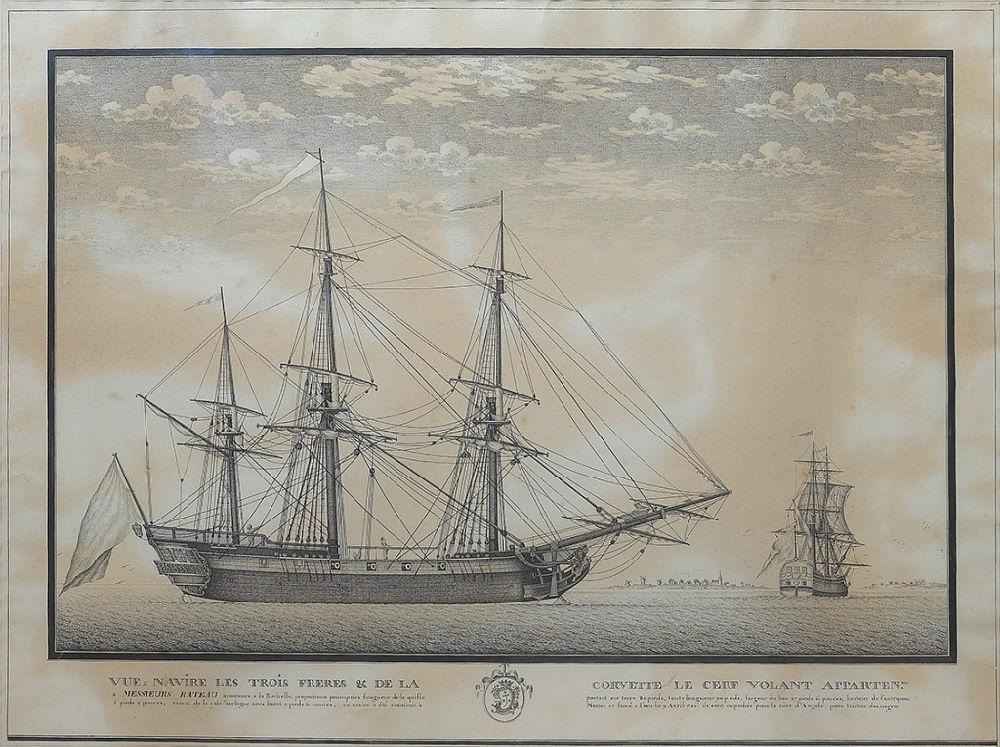
Vue des navires négriers Les trois frères et de la corvette Le cerf volant appartenant à Messieurs Rasteau, armateurs à La Rochelle.
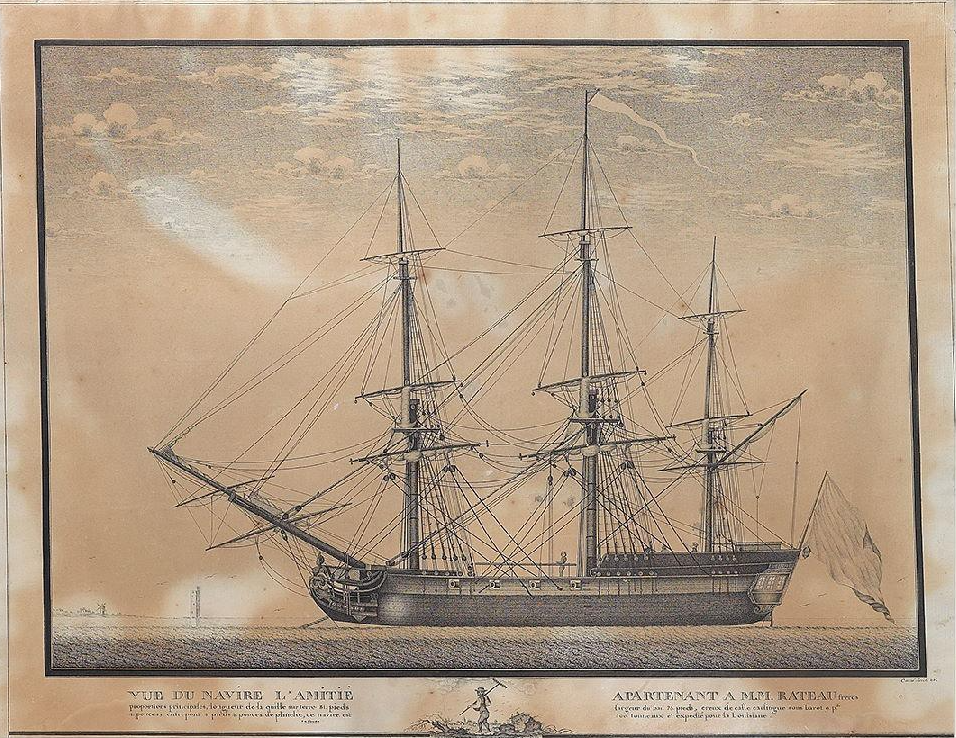
Navire négrier L'Amitié appartenant à MM. Rasteau. En 1787, il déporte 227 esclaves africains de Sénégambie à Port-au-Prince (Saint-Domingue), dont 21 meurt durant la traversée de l'Atlantique[19].

## L’aspect économique
Durant la traite négrière, on compte environ 70 armateurs à La Rochelle. Au total, un tiers des armements sont représentés par le commerce d’esclaves. Afin de préparer une expédition, il faut mobiliser beaucoup de ressources, rendant les investissements considérables. Afin de permettre au navire d’effectuer sa traversée, plusieurs personnes pouvaient s’associer pour réunir les fonds requis. Ainsi, d’autres négociants influents se devaient d’armer des navires, n’ayant pas forcément de lien avec le commerce d’esclaves. Cette opération d'investissement multiple permet alors de minimiser les risques au cas où le voyage n’aboutit pas à son terme. En plus de cela, une assurance est contractée pour plus de sécurité, pour la cargaison, et le navire lui-même. Malgré les risques encourus durant la traversée, comme les actes de piraterie, ou tout simplement, un naufrage, certaines personnes se sont enrichies en prenant ce pari.
Une fois l’expédition originelle achevée, il fallait parfois plusieurs voyages entre la France et les Antilles afin de terminer l’opération entreprise. Certains d’entre eux pouvaient prendre vingt ans afin de s’achever. Par la suite, ces bénéfices étaient variables, allant de 8 % à 143 %. Cette traite négrière permettait donc à des investisseurs rochelais de faire fortune. Les expéditions contribuaient également à l’enrichissement de La Rochelle par le biais d’une taxe sur les marchandises en provenance des colonies, et à son architecture due à la construction d’hôtels particuliers au XVIIIe siècle, par les nouvelles fortunes.

Ainsi, ce trafic générant des richesses, des hôtels particuliers sont créés, comme celui d'Aimé-Benjamin Fleuriau, construit de 1740 à 1750 selon la mode parisienne (un corps central encadré de deux ailes autour d’une cour fermée par un grand portail) par Jean Regnaud de Beaulieu. L’hôtel est situé dans la rue Fleuriau, du nom de Louis Benjamin Fleuriau, fils du planteur, conseiller municipal de la ville et député, et considéré comme un bienfaiteur de la ville. Cet hôtel devient le Musée du Nouveau Monde fondé en 1982, à la suite d’un souhait de Michel Crépeau, maire de la Rochelle de 1971 à 1999, et retrace l'obscur passé de la ville.

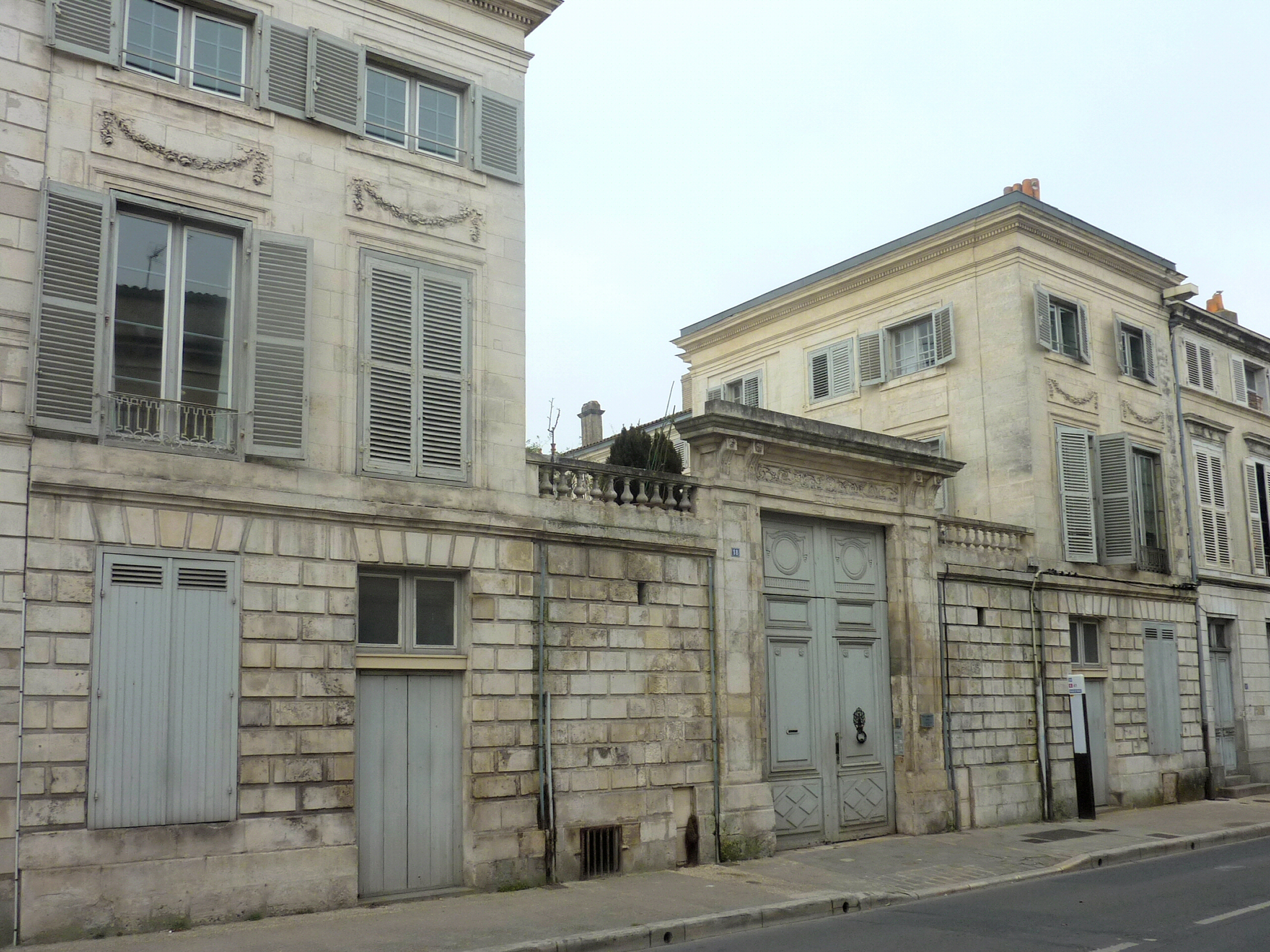
L'hôtel Leclerc, propriété de Daniel Garesché.
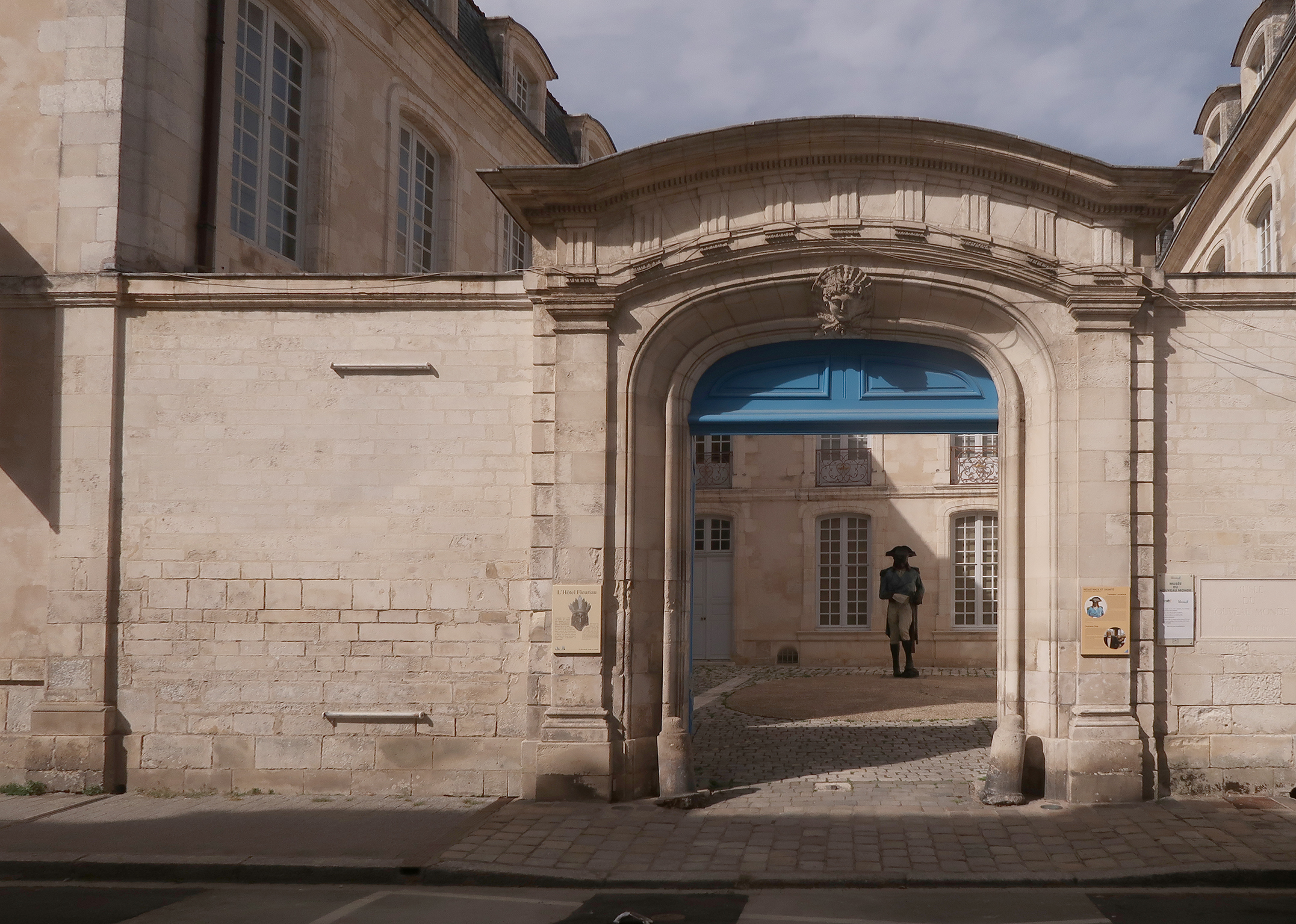
L'hôtel Fleuriau, ayant appartenu au planteur et armateur Aimé-Benjamin Fleuriau.
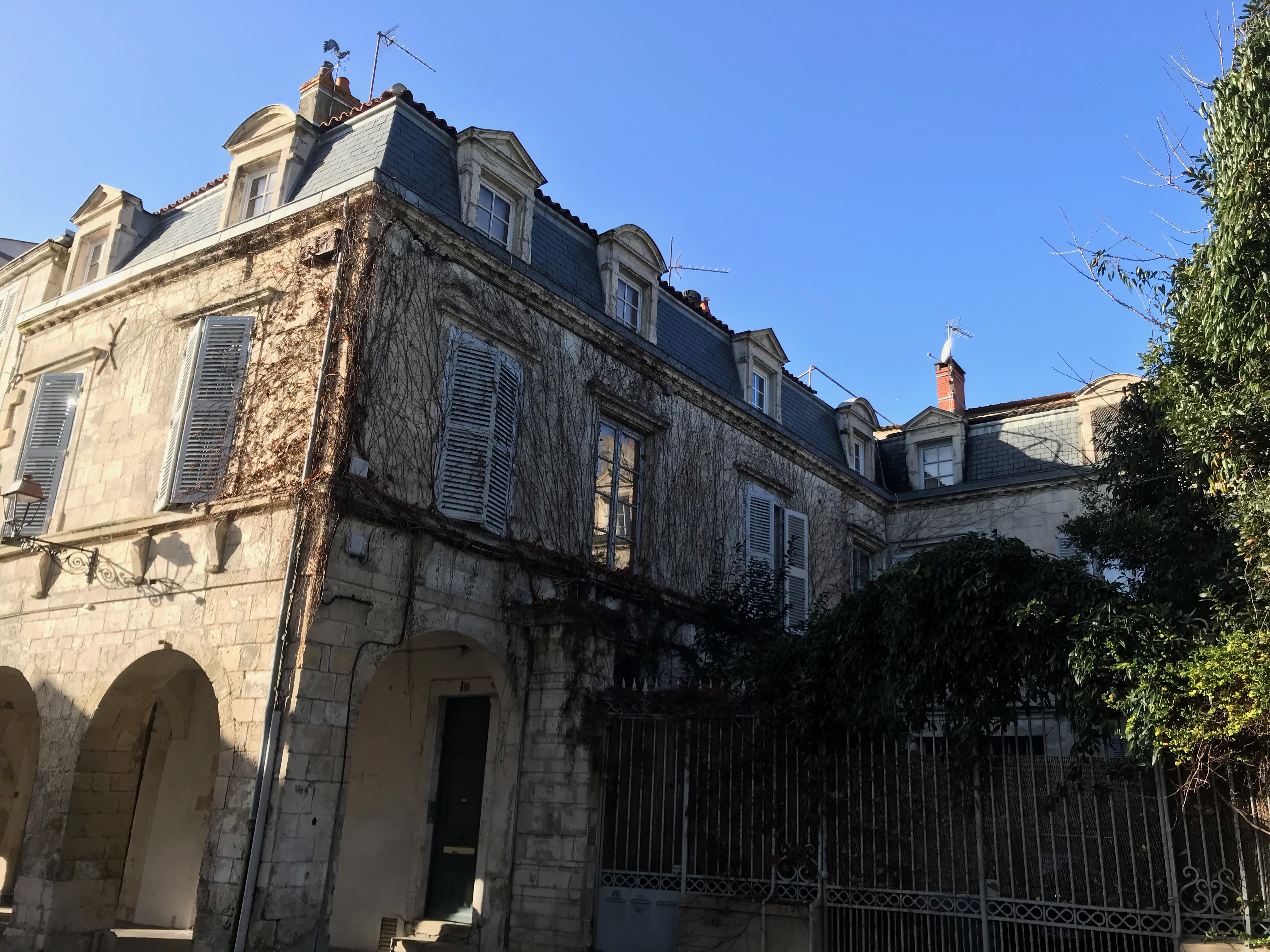
L'hôtel Harouard du Beignon, 10 rue Admyrauld, qui a appartenu à Pierre-Etienne-Louis Harouard[20],[21].
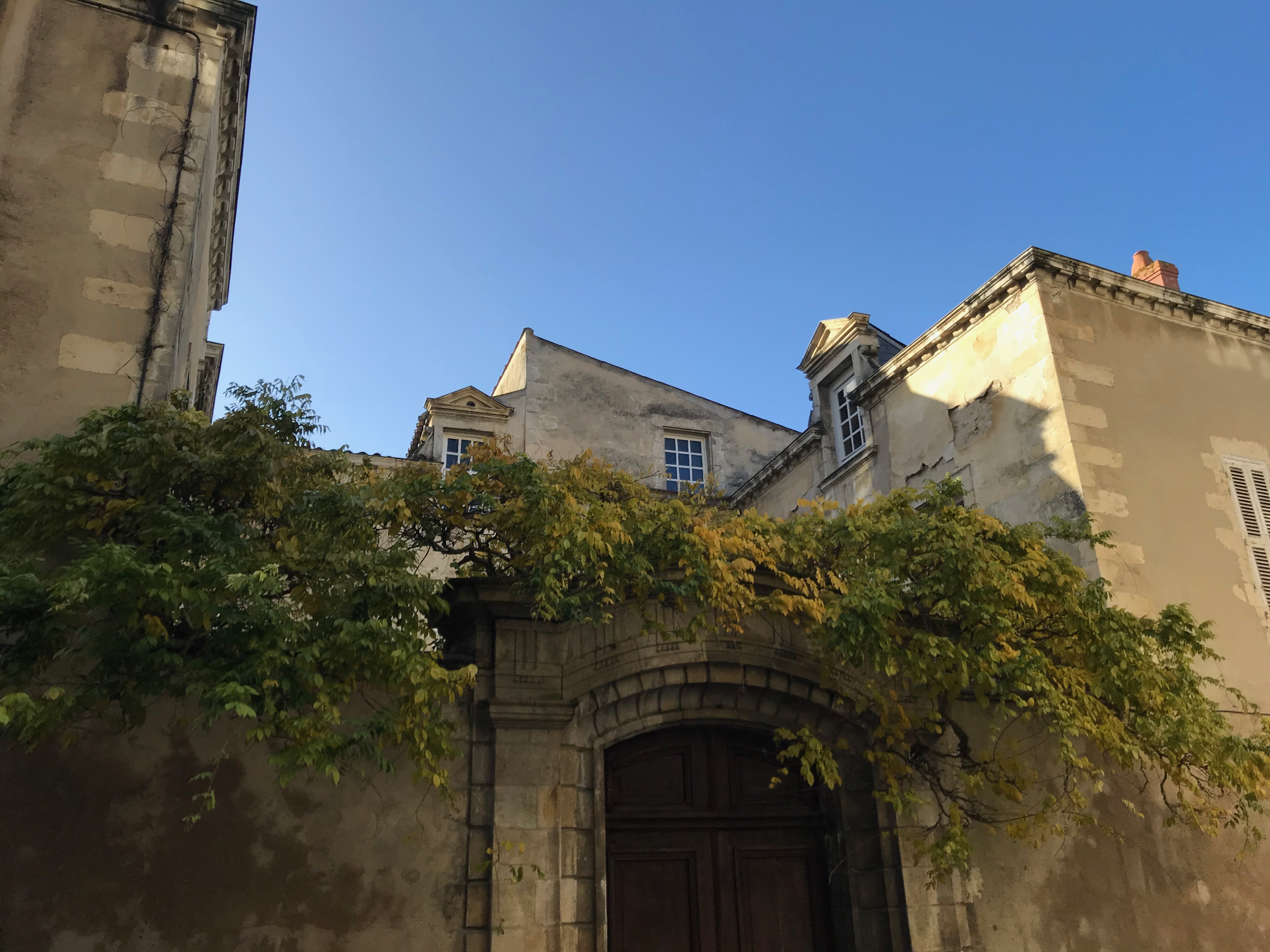
L'hôtel Gilbert de Gourville, 11 bis rue Eugène Fromentin, acheté en 1767 par Angélique de Meynard, issue d'une famille de planteurs à Saint-Domingue, et veuve d'Étienne-Henri Harouard du Beignon, négrier[20].
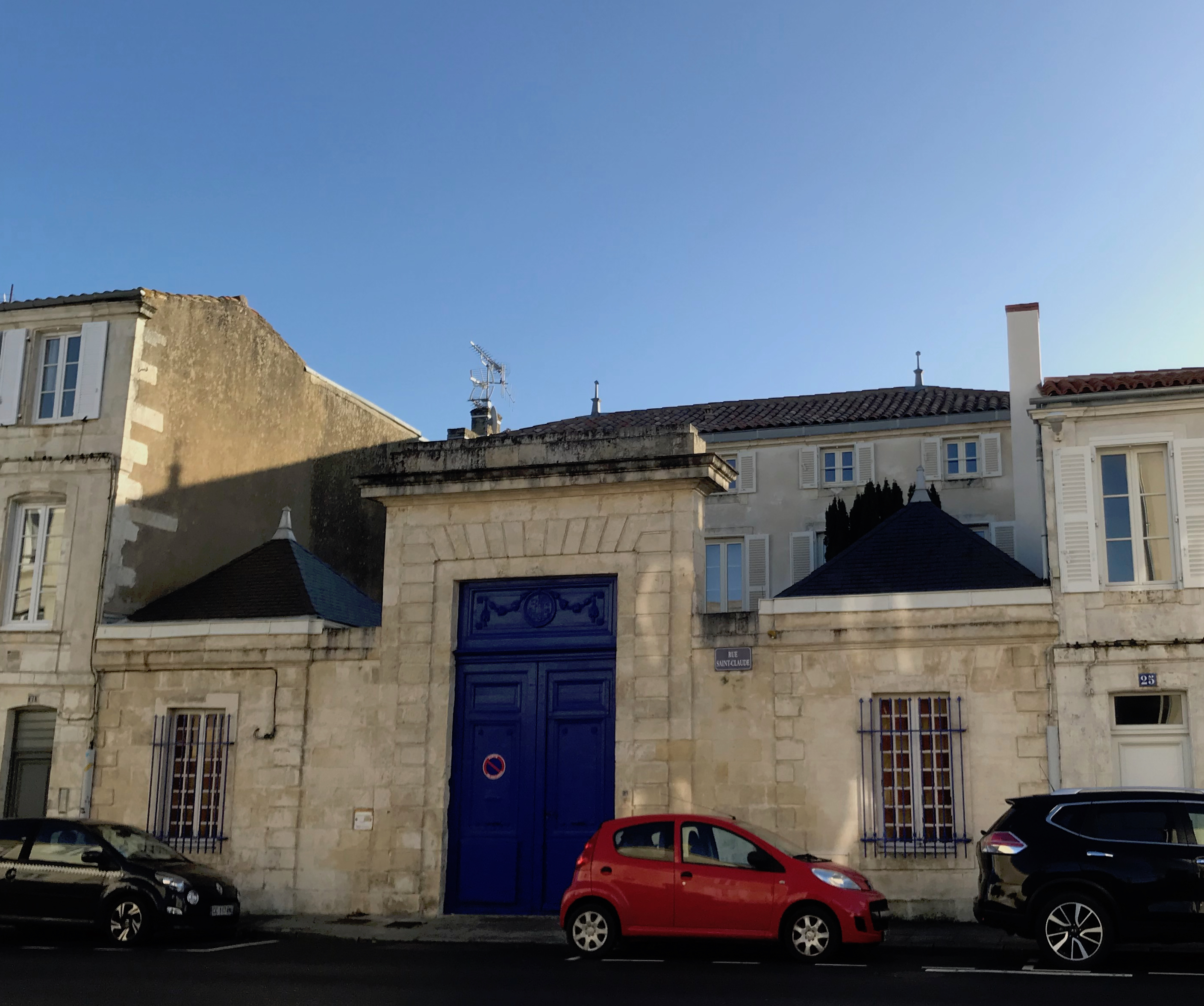
L'hôtel Lepage, 23 rue Saint-Claude, qui a appartenu à François Lepage, constructeur des navires négriers le Zeepaert et l’Euryale[20].

## Présence noire à La Rochelle

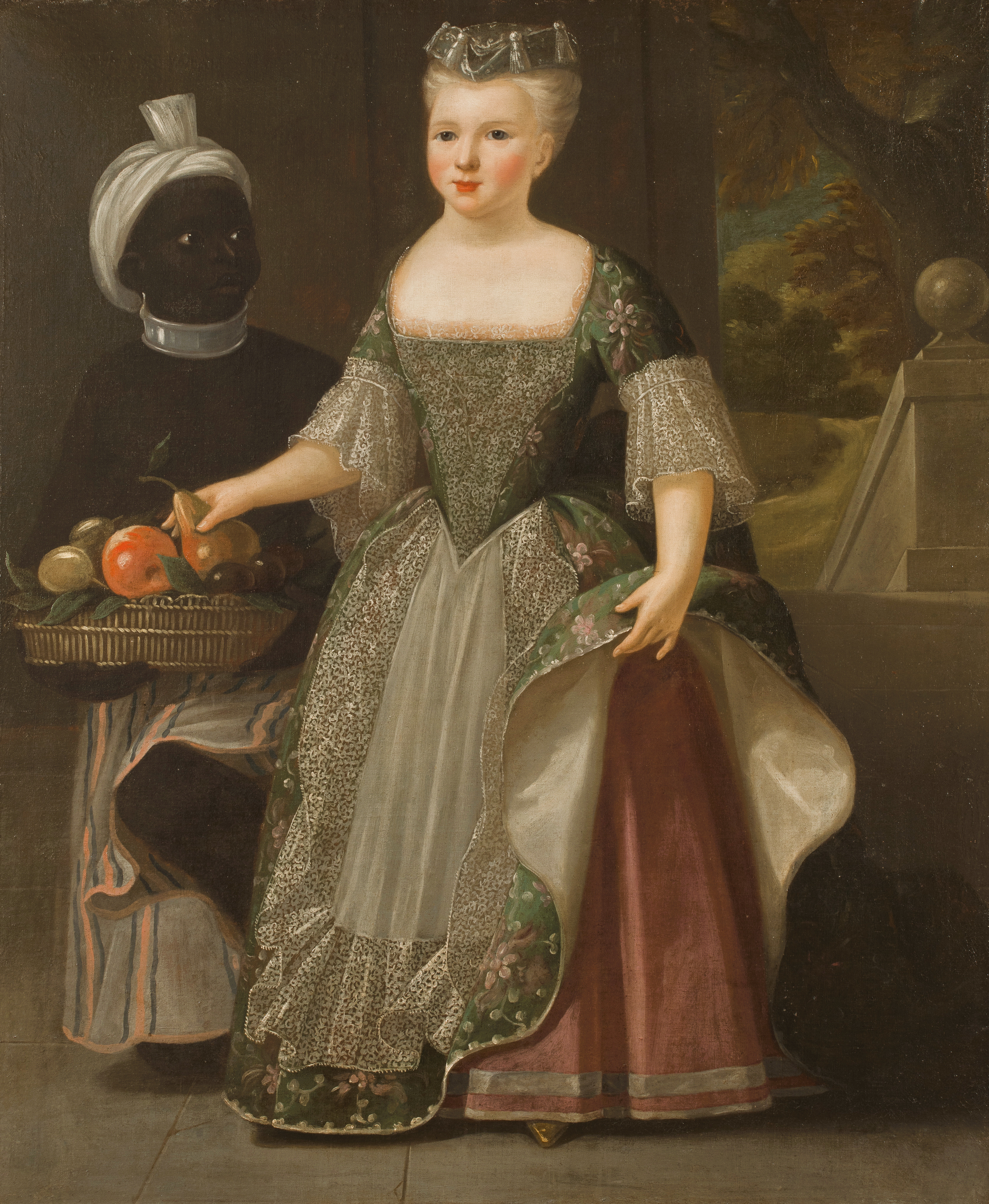
Portrait de Marie-Jeanne Grellier avec sa Négrillonne, huile de Chanteloub, La Rochelle, 1721.

Les recensements pour les années 1760 et 1770 font état d'une population permanente, intra muros, d'au minimum 55 à 65 individus noirs. La plupart de ces gens de couleur (environ 70 % en 1777) sont juridiquement des esclaves. Alors que l'esclavage est interdit en France depuis l'édit de Louis X de 1315, leur présence sur le sol métropolitain est tolérée par le pouvoir royal, qui n'autorise leur séjour temporaire, en théorie pas plus de trois ans, qu'à des fins d'instruction religieuse ou d'apprentissage d'un métier utile aux colonies. Cette restriction théorique s'accompagne de l'organisation d'opérations de renvoi aux colonies, en dépit des résistances des maîtres blancs.
Les Noirs présents à la Rochelle proviennent soit directement d'Afrique, prélevé à la source du commerce triangulaire, soit des "habitations coloniales" (plantation), en général de Saint-Domingue où nombre de Rochelais sont installés, mais parfois aussi d'une autre île caraïbe, Martinique ou Guadeloupe, de Guyane, de Louisiane, du Canada (jusqu'à sa perte en 1763), ou encore des îles Mascareignes (île de France ou île Bourbon.

## Traces et mémoires

### Toponymes
Plusieurs lieux et voies de La Rochelle portent les noms de personnes ou de navires liés à l'esclavage et la traite négrière, soit pour y avoir participé, soit pour les avoir combattu. Dans le premier cas, ce n’est pas pour célébrer leur participation à ce commerce que la ville a donné leurs noms à des rues, mais bien pour leurs rôles dans le développement de la cité. Toutefois, une part importante des fortunes qui ont permis la générosité et la notoriété des personnes honorées provient de l’esclavage et de la traite négrière.
Depuis 2009, l’association Mémoires & Partages milite, soit pour que la mairie rebaptise certaines d’entre elles, soit pour qu'elle installe des plaques explicatives, comme l'association finira par obtenir à Bordeaux en 2019,. Finalement, en 2021, la ville consent à installer des plaques expliquant l’implication de certains hauts personnages rochelais dans le passé négrier de la ville. L'inauguration s'est tenue en présence de Josy Roten, présidente de l’association Mémoria, et Mickaël Augeron, historien à l’université.

#### Lieux portant des noms de personnes directement impliquées dans la traite ou l'esclavage
Parmi ces lieux on trouve : la rue de L’Armide, nom d'un navire négrier ayant effectué une opération de traite en 1749 ; la rue Daniel Garesche, maire de la ville et armateur du Comte de Forcalquier, le plus gros navire négrier rochelais, ; la rue Samuel Demissy, maire, planteur et armateur négrier ; et la rue Le Saphir, autre navire négrier armé par Élie Giraudeau.

#### Toponymes liés de manière indirecte à l’histoire de la traite ou de l'esclavage
La rue Fleuriau rend hommage au naturaliste et philanthrope Louis-Benjamin Fleuriau, qui n’a jamais participé à la traite négrière, mais dont les aïeux s’y sont livré. Il en est de même pour le square Jacques Rasteau et la rue Gabriel Admyraud,.

#### Noms de lieux honorant des personnes aux positions antiesclavagistes ou anticoloniales
Dans le Parc d'Orbigny, plusieurs chemins ont été renommés afin de rendre hommage à des grandes figures de lutte contre l'esclavage ou la colonisation. On retrouve ainsi l'Allée Aimé Césaire, en mémoire du poète martiniquais de l'identité noire, ou encore la Promenade Toussaint Louverture, du nom du général à l'origine de la révolution haïtienne.
Également, en 2014, est inaugurée la Passerelle Nelson Mandela, qui permet d'accéder à la digue du Nouveau Monde.

### Musée

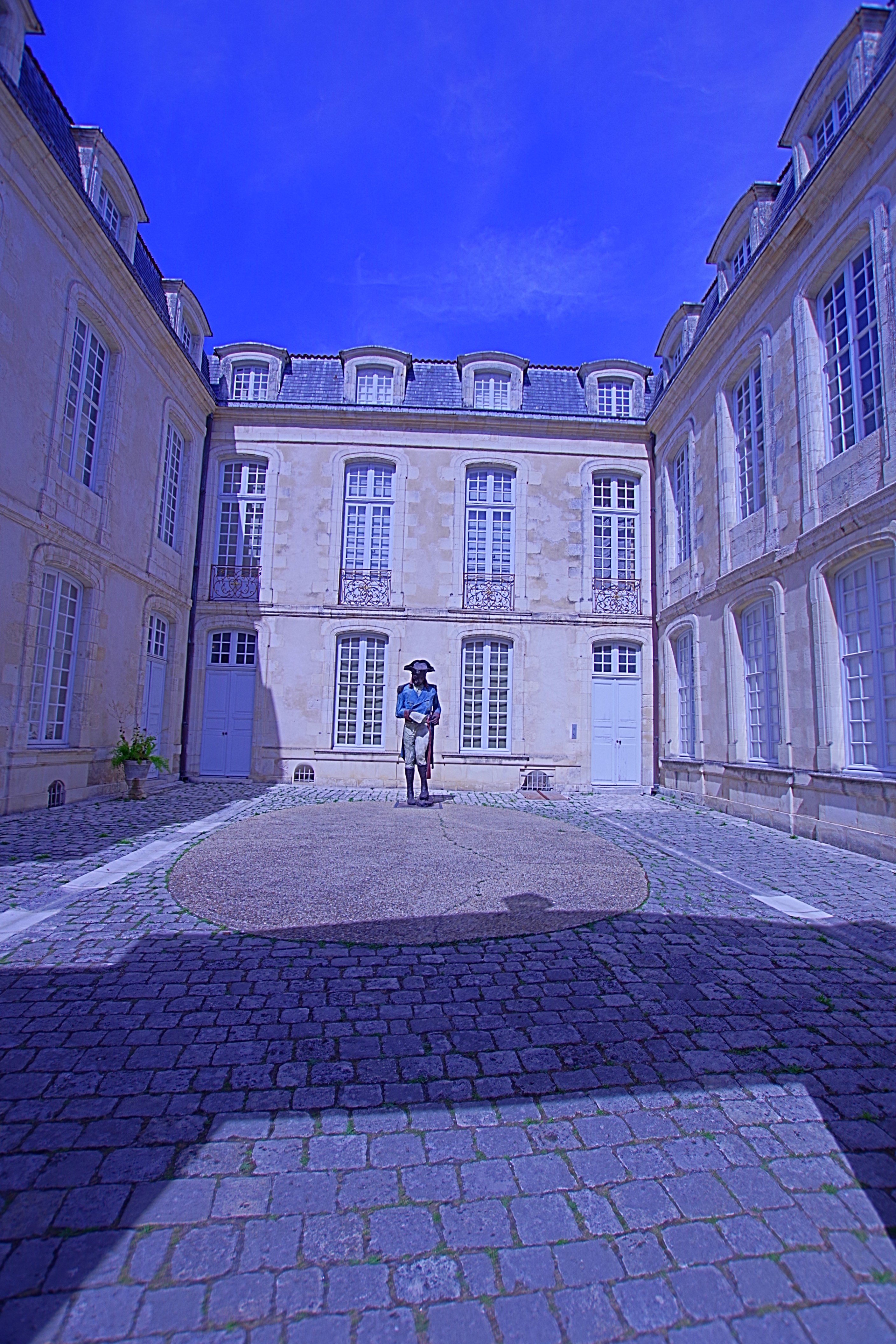
Statue de Toussaint Louverture dans la cour de l'hôtel Fleuriau devenu Musée du Nouveau Monde

Le Musée du Nouveau Monde, ouvert en 1982, est installé dans l’hôtel Fleuriau, demeure d'Aimé-Benjamin Fleuriau, ancien planteur et armateur rochelais qui a fondé sa richesse sur le travail des esclaves.
Il est le premier musée de France à aborder le passé négrier d’une ville portuaire et à présenter une exposition sur le sujet[réf. nécessaire].

### Sculpture
À la demande de l'association Mémoria, une œuvre commémorative sera commandée par la Ville de La Rochelle. Inaugurée le 20 mai 2015, une statue de Toussaint Louverture réalisée par le maître-sculpteur sénégalais Ousmane Sow est installée dans la cour d’entrée du Musée du Nouveau Monde.

### Plaques commémoratives

#### Hôtel Fleuriau
Le 10 mai 2005, l'association Mémoria impulse la première cérémonie commémorative à La Rochelle. À la suite de l'action de l'association Mémoria, le 10 mai 2006, une plaque est posée à l'entrée d'hôtel Fleuriau.
Hôtel Fleuriau, lieu de mémoire de l’esclavage :
Bâti entre cour et jardin sur un plan en U associant deux ailes latérales au corps de logis principal, cet hôtel particulier constitue un beau témoignage de l’architecture civile du XVIIIe siècle. Construit par la famille Régnaud de Beaulieu dans les années 1740, il est acheté en 1772 par l’armateur Aimé-Benjamin de Fleuriau (1709-1787) avant d’être agrandi et aménagé quelques années plus tard.
Par sa stature majestueuse et équilibrée, par son ornementation extérieure et sa décoration intérieure, il inscrit dans la pierre le statut social de son propriétaire, dont la fortune repose en grande partie, sur la production de sucre à Saint-Domingue (Haïti), la sueur et les souffrances des esclaves africains, contribuant alors à la prospérité des ports métropolitains.
Comme bien d’autres édifices de la ville, il nous rappelle que La Rochelle a été l’un des plus grands ports négriers français tout au long du XVIIIe siècle. Il abrite aujourd’hui le Musée du Nouveau Monde, dont une partie des collections évoque ces heures sombres du grand commerce maritime rochelais et la vie tragique des esclaves au sein des plantations.

10 mai 2006, Journée nationale de la commémoration en France de l’abolition de l’esclavage.
En 2015, avec l'installation de la statue de Toussaint Louverture dans la cour de l'hôtel Fleuriau, cette plaque sera remplacée par une autre, intitulée "Résistance et dignité" et présentant les personnages de Toussaint Louverture et Ousmane Sow.

#### Chenal d'accès au Vieux-Port
Le 10 mai 2008, à l'occasion des 160 ans de la seconde abolition française de l'esclavage dans les colonies, une plaque commémorative est déposée au bord du chenal d'accès au Vieux-Port. Dessus, on peut lire :
Le Commerce triangulaire désigne les échanges entre l'Europe, l'Afrique et les Amériques, mis en place pour assurer la distribution d'esclaves noirs aux colonies du Nouveau Monde.
Au XVIe siècle, un gigantesque trafic se met en place entre l'Europe, l'Afrique et les Amériques.

Durant près de 350 ans, des millions d'hommes, échangés contre des produits européens, sont déportés d'Afrique, transportés à fond de cale comme des marchandises, pour fournir de la main-d’œuvre aux colonies du Nouveau Monde et produire à moindre frais les denrées coloniales rapportées ensuite en Europe.

### Arbre de la Liberté
Le 23 mai 2019, à l'occasion de la journée d’hommage aux victimes de l’esclavage, une cérémonie est organisée dans les jardins de la préfecture, au cours de laquelle le préfet de la Charente-Maritime, Fabrice Rigoulet-Roze, a planté un arbre de la Liberté, avec des élèves des écoles Réaumur et Bernard Palissy de La Rochelle.

### Associations de la mémoire

#### Mémoria
Créée en 2005, cette association rochelaise, dirigée par Josy Roten, œuvre à valoriser et transmettre la mémoire de la traite des Noirs et de l’esclavage. Elle a ouvert la voie à une plus grande prise en compte de cette page d'histoire dans la ville. Le 10 mai 2005, l'association organise la première cérémonie de commémoration accompagné d'un jeté de roses dans le Vieux-Port. L'année suivante, elle obtient qu’une plaque soit posée le 10 mai, à l’entrée du musée du Nouveau Monde, pour rappeler la traite rochelaise. Le 10 mai 2008, Mémoria lance à La Rochelle la première visite guidée des lieux de Mémoire de l'histoire de l'esclavage[réf. nécessaire]. De plus, à la demande de l'association, une œuvre commémorative est commandée par la ville de La Rochelle. Enfin, l'association a aussi œuvré pour la dénomination de l'Allée Aimé Césaire dans le Parc d'Orbigny et de la Passerelle Nelson Mandela, inaugurée en 2014.
Josy Roten, ancienne membre du Comité national pour la mémoire et l'histoire de l'esclavage, est aussi la fondatrice du Comité du 10 mai Rochelais, à l'initiative depuis 2017 du Mois des Mémoires et des Combats pour l'égalité.
Dès 2005, l'association a souhaité qu'une grande réflexion et une large concertation soit portés, sur les noms de rues honorant des navires ou des armateurs négriers[réf. nécessaire].

#### Mémoires & Partages
Créée à Bordeaux en 1998, l'association internationale Mémoires & Partages, dirigée par Karfa Diallo, milite sur les questions coloniales dans les principaux ports négriers français. Elle a notamment lancé en 2009 une campagne concernant les rues honorant par leurs noms des armateurs ou planteurs enrichis par l'esclavage, soit pour demander de les renommer, soit pour mettre des plaques explicatives.
En septembre 2019, l'association lance la visite guidée La Rochelle négrière, parcours en 6 étapes sur les traces de l’histoire de l’esclavage colonial dans la ville. L'année suivante, elle ouvre une antenne à la Rochelle présidée par Philippe Rouger et Ablaye Mbaye.
En 2021, vingt ans après la loi Taubira, la ville de La Rochelle accepte, après plusieurs refus, d'étoffer certaines plaques de rues, afin de mentionner le lien entre leurs noms et la traite négrière.

#### Ouvrages historiques
- Jean-Michel Deveau, La traite rochelaise, Paris, Karthala, 1990, 330 p. (ISBN 978-2-8111-0099-5)
- Brice Martinetti, La traite négrière à La Rochelle, La Geste Éditions, 2017, 55 p. (ISBN 978-2-36746-684-2)
- Benoit Jullien, Charente-Maritime, Archives départementales, Un commerce pour gens ordinaires ? La Rochelle et la traire négrière au XVIIIe siècle, La Rochelle, Archives départementales de la Charente-Maritime, 2010, 80 p.
- Charente Maritime, Archives départementales et R. Jousmet, Dossier pédagogique : Le commerce triangulaire et la traite négrière rochelaise, Présentation générale, La Rochelle, Archives départementales de la Charente-Maritime, 2013. Lire en ligne.
- Charente Maritime, Archives départementales, Exposition virtuelle, La Traite négrière rochelaise au XVIIIe siècle, La Rochelle, s.d. En ligne
- Jean-Michel Deveau, La France au temps des négriers, Paris, France Empire, 1994, 382 pp.
- Mickaël Augeron et Olivier Caudron (dir.), La Rochelle, l'Aunis et la Saintonge face à l'esclavage, Paris, Les Indes savantes, 2012.
- Brice Martinetti, « La traite rochelaise et la Côte des Esclaves : des coopérations locales aux prises d'otages, des décalages sociétaux aux intérêts divergents », Dix-huitième siècle, 2012/1 (no 44), p. 79-95. Lire en ligne.
- Louis-Gilles Pairault, « Les sources de la traite négrière rochelaise », dans Justice et esclavages, sous la direction de Jean-Paul Jean, Sylvie Humbert, Olivier Pluen, André Bendjebbar, Paris, Association française pour l’histoire de la justice, La Documentation française, 2021, coll. « Histoire de la justice », p. 53-60. Lire en ligne
- Caroline Le Mao (dir.), Mémoire noire, histoire de l'esclavage : Bordeaux, La Rochelle, Rochefort, Bayonne, Mollat, 2020, 311 p. (ISBN 978-2358770231)
- Olivier Caudron, Noirs à La Rochelle au XVIIIe siècle, Ville de La Rochelle - Musée du Nouveau Monde, 2010, 10 p. (lire en ligne)

#### Roman
- Jean-Guy Soumy, La Belle Rochelaise, Robert Laffont, 1999, 392 p. (EAN 9782221087220)